# 梅村魁
梅村 魁（うめむら はじめ、1918年3月5日 - 1995年1月31日）は、日本の建築構造工学者。建築構造の研究および東京大学、芝浦工業大学で後進の育成にあたる。日本コンクリート工学会第8代会長（1978年-1980年5月）をつとめ、1983年5月名誉会員となる。工学博士。東京大学名誉教授。1988年日本建築学会賞大賞受賞。
1970年から1972年、日本建築学会関東支部 第12代歴代支部長、1979年から1981年日本建築学会 会長、1993年から1995年一般社団法人 日本免震構造協会 初代会長を歴任する。

## 略歴
東京出身。旧制静岡県立静岡中学校、旧制静岡高等学校を経て、1941年、東京帝国大学工学部建築学科卒業。
1943年、東京帝国大学助教授。太平洋戦争末期には松代大本営の造営に関与した。1949年、論文「鋼筋コンクリート材の耐力に関する研究」で東京大学より工学博士の学位を取得。1963年、東京大学教授。1977年、同大学工学部学部長。1978年、同大学退官、名誉教授の称号を得る。同年、芝浦工業大学教授に就任。1982年から1988年にかけて同大学理事長。梅村魁記念賞が設けられている。1995年1月31日、呼吸不全のため死去。

## 著書

### 単著
- 『構造力学演習』産業図書、1956年4月。全国書誌番号:56010236
- 『耐震構造への道』技報堂出版、1989年10月。NCID BN03997832
- 『震害に教えられて：耐震構造との日月』技報堂出版、1994年4月。NCID BN10773595

### 編著
- 『新しい耐震設計』日本建築センター、1979年6月。NCID BN05528399
  - 新版『新しい耐震設計：建築基準法新耐震設計基準』日本建築センター、1981年7月。NCID BN05416453
- 『建築生産の技術：計画・施工・管理』丸善、1978年5月。NCID BN03478744
- 『鉄筋コンクリート建物の動的耐震設計法』技報堂、1973年8月。NCID BA64816339[16]
- 『鉄筋コンクリート建物の動的耐震設計法 続 (中層編)』技報堂出版、1982年12月。全国書誌番号:83010752

### 共著・共編著
- 『建築耐震論』〈建築学大系 19〉彰国社、1957年。/ 改訂増補、1968年。/ 改訂増補 新訂2版、1978年。NCID BN05406493
- 『骨組・板・曲板の力学；材料の力学』〈建築学大系 10〉彰国社、1959年。
  - 改訂増補『骨組・板・曲板の力学』1968年。NCID BN00496397
- 『構造解析演習』〈大学講座建築学 構造編 第3巻〉 伊藤勝共著、共立出版[17]、1967年2月。
- 『立体トラスのデザイン』産業図書、鈴木悦郎・北村弘共著、1968年12月。/ 第2刷(修正)、1970年7月 。NCID BA6251035X
- 『構造実験と構造設計』青山博之・伊藤勝共著、技報堂、1973年6月。NCID BN00401878
- 『大学課程 建築構造力学』武藤清・辻井静二・青山博之共著、オーム社[18]、1978年2月。NCID BN00565412。
- 『構造計画』〈新建築学大系 25〉彰国社、1981年。NCID BN00575744
- 『実例による新耐震設計のすすめ方』1－4編、工業調査会、1983年7月-1989年6月。NCID BN00582910
  - 1：総括・木造編
  - 2：鉄筋コンクリート造編
  - 3：鉄骨造編
  - 4：鉄骨鉄筋コンクリート造編
- 『地震予知・複合材料』〈未来への工学 4〉日本工学会 編、コロナ社[19]、1987年4月。ISBN 978-4339042405。

### 還暦記念出版書
- 『梅村先生を囲んで40年』「梅村先生を囲んで40年」を出版する会 編、東京大学工学部建築学科、1979年3月。 NCID BN13551840。[1]

### 論文
- 梅村 魁 - CiNii Research